# Скрытокучница курчавая
Скрытоку́чница курча́вая (лат. Cryptográmma críspa) — многолетний папоротник, вид рода Скрытокучница (Cryptogramma) семейства Птерисовые (Pteridaceae).

## Распространение и экология
Произрастает в горно-тундровом, альпийском и субальпийском поясе возвышенностей Европы и Азии, на востоке ареал ограничен Саянскими горами. На территории России встречается в Европейской части. Растёт на скалах и среди каменистых россыпей, в основном на неизвестковых поверхностях, в альпийском поясе — на гранитных осыпях.

## Биологическое описание

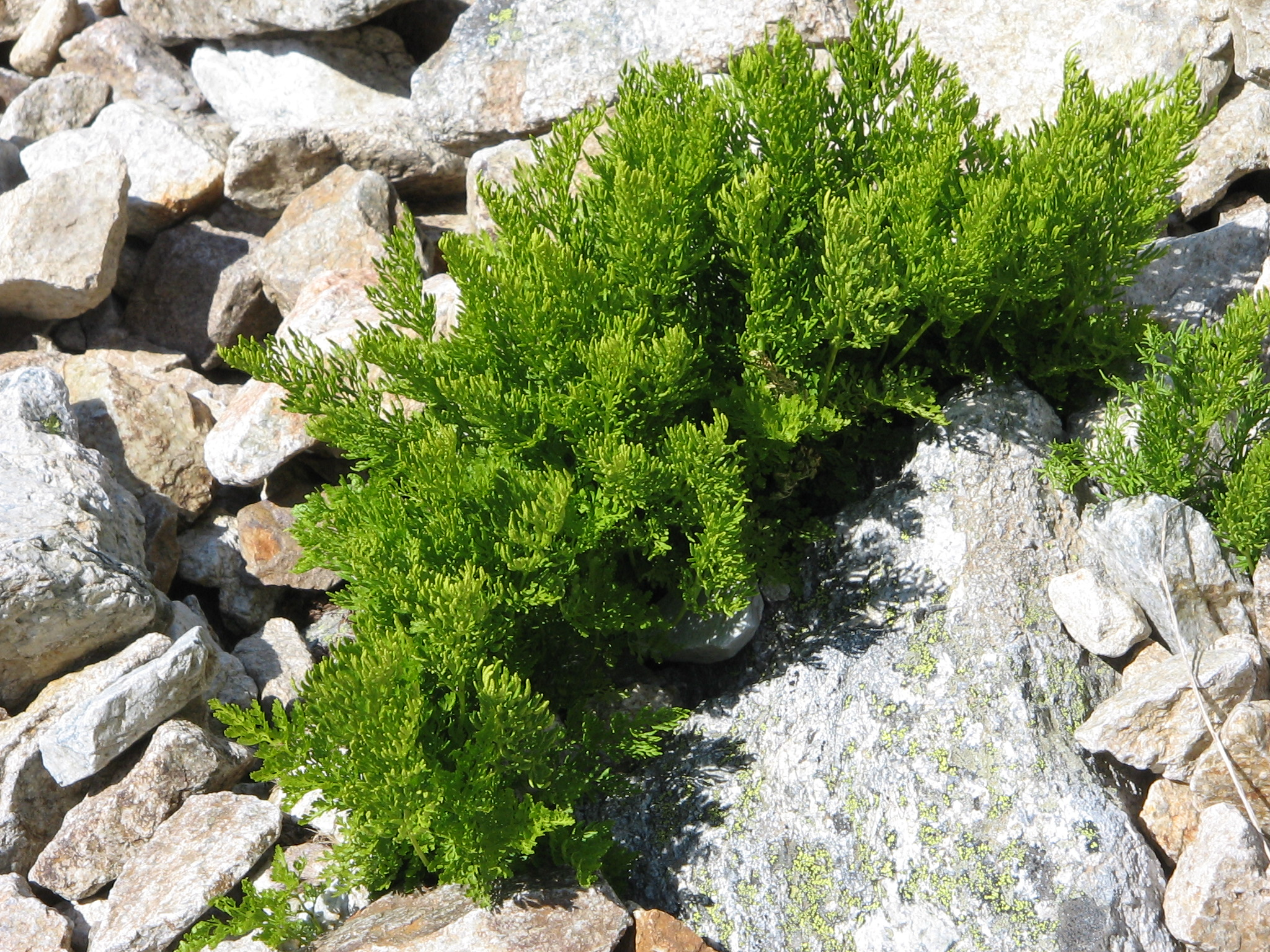
Общий вид растения

Высота растения 13—20 сантиметров. Корневище горизонтальное или восходящее разветвлённое.
Светло-зелёные, образующие довольно густой куст листья делятся на трофофилы (бесплодные) и спорофилы (спороносные). Черешки светлые, длинные, состоящие из одного сосудистого пучка. Листовая пластинка — дважды- или четыреждыперисторассечённая. Бесплодные листья имеют яйцевидную широкую форму с черешком, одинаковой с листовой пластинкой длиной. Верх трофофилов рассечённо-городчатый. Внутри пучка бесплодных листьев вырастают на длинных черешках треугольные спорофилы. Линейные доли спороносных листьев загнуты по краям.
Расположенные скученно споры — сорусы — расположены на окончаниях жилок и имеют округлую или слегка вытянутую форму. Индузий отсутствует. Созревание спор приходится на конец лета — начало осени.
Гемикриптофит.

## Охранный статус
Во многих регионах России скрытокучница курчавая относится к редким видам и внесена в региональные красные книги, в том числе в Красную книгу Мурманской области, Красную книгу Ханты-Мансийского автономного округа,Красную книгу Республики Адыгея, Красную книгу Республики Коми и Красную книгу Пермской области. В Мурманской области для охраны мест произрастания скрытокучницы курчавой в конце 1980 года была создана ООПТ «Криптограммовое ущелье».
Основным лимитирующим фактором является разработка полезных ископаемых, ведущая к осыпанию скальных стенок и уничтожению местообитаний в результате взрывных работ.

## Хозяйственное значение и применение
Применяется как антигельминтное средство.